# El recluta enamorat
 El recluta enamorat  (original: Caught in the Draft) és una pel·lícula estatunidenca dirigida per David Butler, estrenada el 1941 i doblada al català.

## Argument
Una estrella de cinema trama un pla per evitar el servei militar, cosa que el duria a perdre part dels seus contractes cinematogràfics: casar-se amb la filla d'un coronel de l'exèrcit i així tenir un bon endoll. Encara que les coses no surten com havia planejat, i acaba anant al front. Comèdia al servei de la parella còmica de Bob Hope i Dorothy Lamour, que va rodar nombrosos títols per a la Paramount. Lamentablement, aquest film dirigit per David Butler no està entre els millors malgrat comptar amb la música del mestre Victor Young i vestuari d'Edith Head.

## Repartiment
- Bob Hope: Don Bolton
- Dorothy Lamour: Antoinette 'Tony' Fairbanks
- Lynne Overman: Steve Riggs
- Eddie Bracken: Bert Sparks
- Clarence Kolb: Coronel Peter Fairbanks
- Paul Hurst: Sergent Burns
- Ferike Boros: Yetta
- Phyllis Ruth: Margie
- Irving Bacon: Cogswell
- Arthur Loft: Director de pel·lícula
- Edgar Dearing: Sergent reclutador